# بلاطيات البحر
بَلاّطيَّات البحر أو مزدوجة الرقط (الاسم العلمي: Ligiidae)، فصيلة دويبات من القشريات متماثلات الأرجل. أعضاءها تشيع على الشواطئ الصخرية، في موائل مماثلة لتلك التي تسكنها أنواع من هُلْبية الذيل (Petrobius) وجنس Cyclograpsus من سلطعونات البحر. تحتوي االفصيلة على الأجناس التالية:
- Caucasoligidium Borutzky, 1950
- بلاط البحر Fabricius, 1798
- Ligidioides Wahrberg, 1922
- Ligidium Brandt, 1833
- Tauroligidium Borutzky, 1950
- Typhloligidium Verhoeff, 1918